# Квартальнов, Андрей Вячеславович
Андрей Вячеславович Квартальнов (род. 25 февраля 1963, Воскресенск, Московская область) — советский и российский хоккеист, нападающий. Мастер спорта СССР. Российский политический деятель.

## Биография
Воспитанник воскресенского «Химика». Дебютировал в чемпионате СССР в команде в конце сезона 1981/82. В сезонах 1982/83 — 1983/84 — в составе команды второй лиги «Корд» Щёкино. C сезона 1984/85 в рамках прохождения армейской службы играл в СКА МВО Калинин. По ходу следующего сезона вернулся в «Химик», где играл до сезона 1991/92, вторую половину которого отыграл в команде IHL «Сан-Диего Галлс». Выступал за клубы «Акрони» Есенице (Словения, 1992/93), «Кур» (1993/94 — 1994/95), «Биль-Бьен» (оба — Швейцария, 1995/96), «ХК ЦСКА» (1996), «Хемопетрол» (Чехия, 1996/97), «Химик» (1997), «Вятич» / ХК «Рязань» (1997, 1998/99 — 1999/2000), «Хайльбронн» (Германия, 1997).
Серебряный призёр хоккейного турнира зимней Универсиады 1983.
Окончил Московский институт физической культуры, Московский областной государственный институт физической культуры (1984).
Профессор кафедры Воскресенского института туризма — филиала РМАТ. Доктор педагогических наук.
Член политического совета местного отделения партии «Единая Россия» городского округа Воскресенск, депутат Совета депутатов городского округа Воскресенск, член фракции «Единая Россия».
Директор МУ «Спортивный клуб „Химик“».
Младший брат Дмитрий и сын Данила (род. 1997) также хоккеисты.